# Phước Vĩnh Tây
Phước Vĩnh Tây là một xã thuộc tỉnh Tây Ninh, Việt Nam.

## Địa lý
Xã Phước Vĩnh Tây nằm ở phía đông nam huyện Cần Giuộc, có vị trí địa lý:
- Phía đông giáp xã Phước Vĩnh Đông
- Phía tây giáp thị trấn Cần Giuộc và xã Long An
- Phía nam giáp các xã Long Phụng và Đông Thạnh
- Phía bắc giáp xã Phước Lại.

Xã có diện tích 16,18 km², dân số năm 1999 là 7.883 người, mật độ dân số đạt 487 người/km².

## Hành chính
Xã được chia thành 3 ấp: 1, 2, 3.